# London Underground 1983 Tube Stock

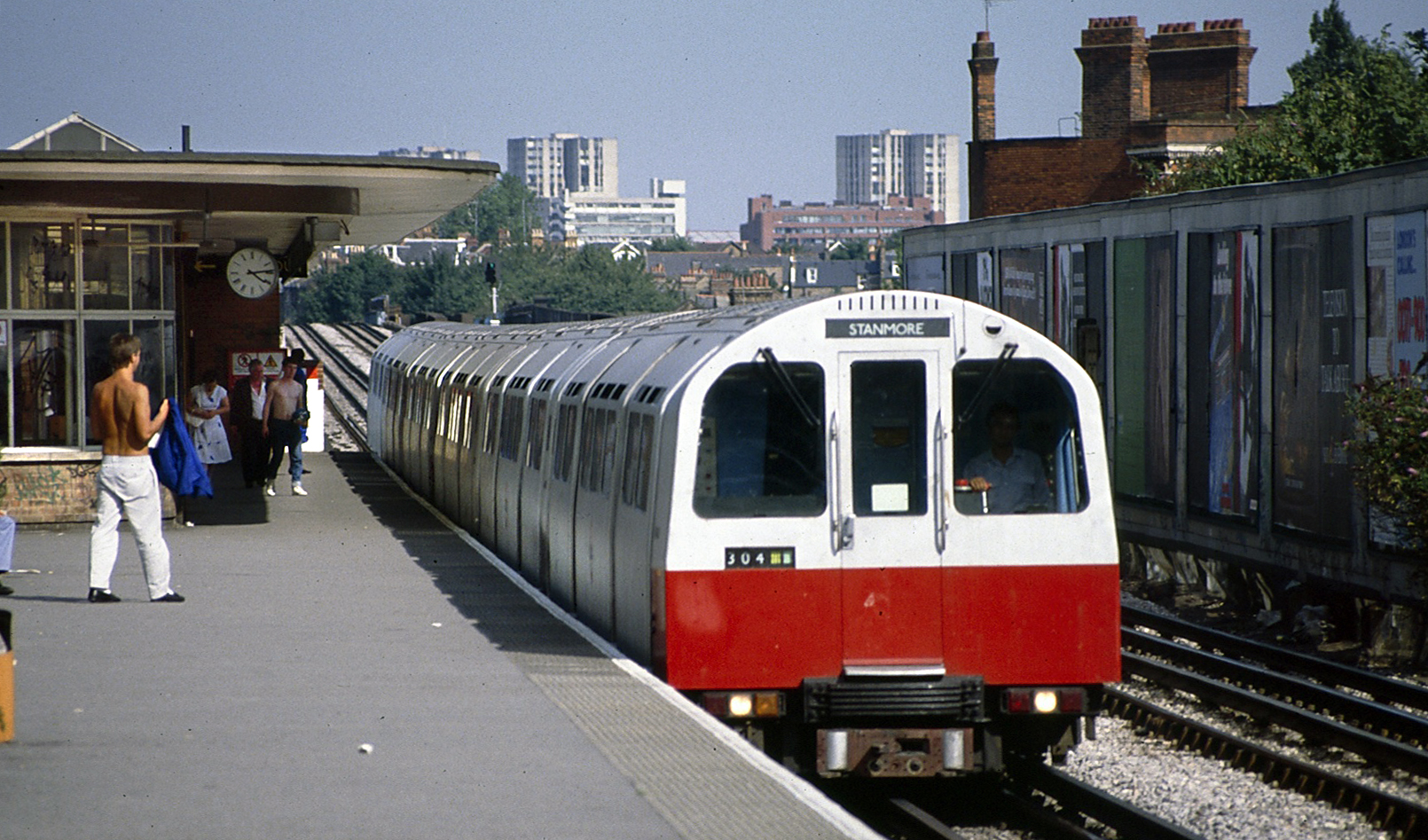
London Underground 1983 Tube Stock

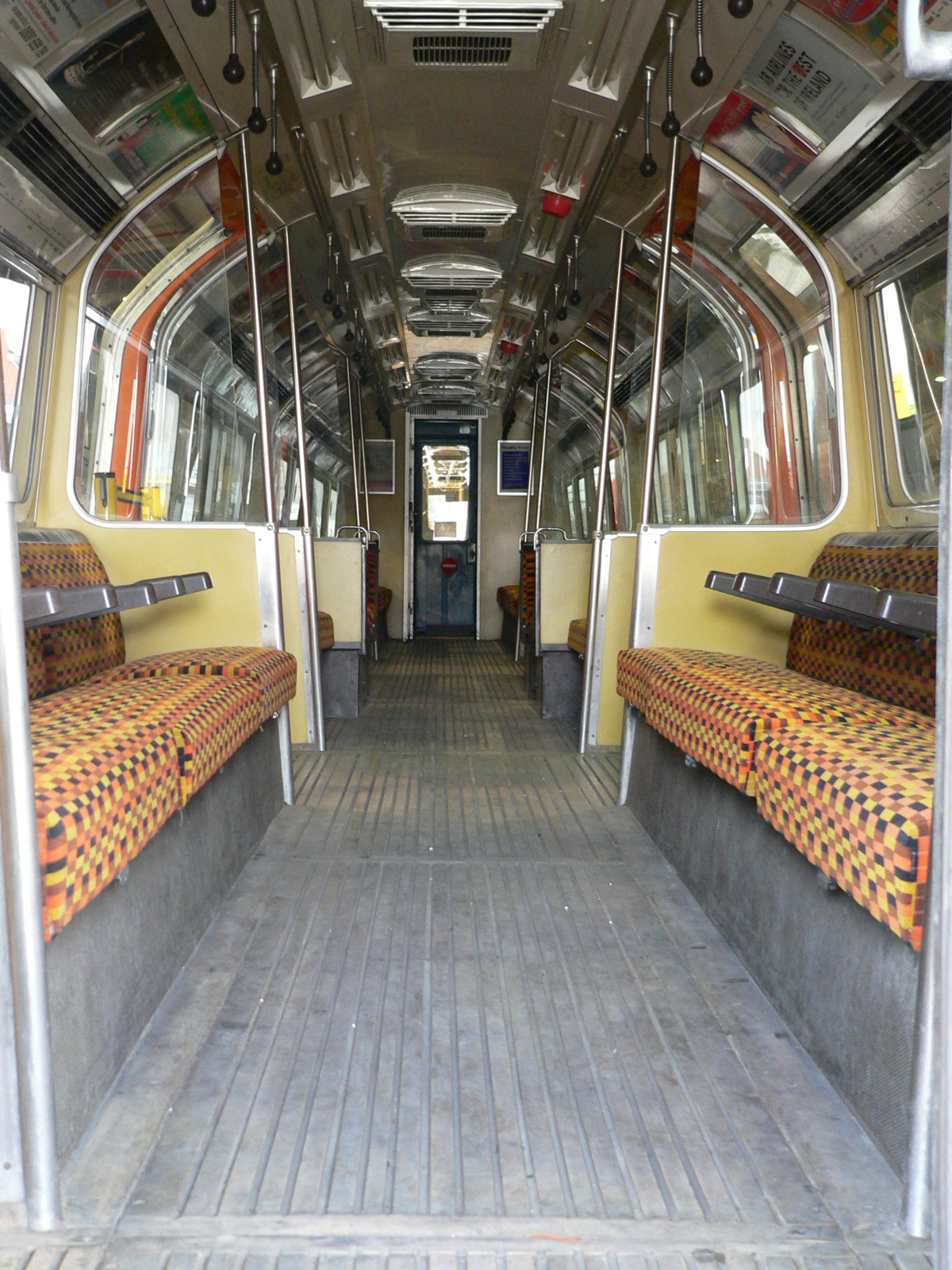
Der Innenraum eines 1983-Tube-Stock-Wagens im Depot des London Transport Museums

Der London Underground 1983 Tube Stock (oder auch kurz nur 83 Tube Stock) war eine Baureihe elektrischer Triebwagen, welche auf der Londoner Jubilee Line eingesetzt wurde. Entsprechend der bei London Underground üblichen Konventionen leitet sich die Bezeichnung aus dem geplanten Jahr der Indienststellung (1983) ab.

## Geschichte
Der auf der Jubilee Line seit der Eröffnung im Jahr 1979 eingesetzte 1972 Mk.II Tube Stock war von Anfang an nur eine Übergangslösung und es war geplant zur Inbetriebnahme der Bauabschnitte 2 und 3 der Jubilee Line eine Flotte von ca. 60 Zügen einer neuen Baureihe für diese Linie zu beschaffen. Es war vorgesehen, dass die vorhandenen Züge des 1972 Mk.II Tube Stock auf die Bakerloo Line verschoben werden, um dort die alternden Züge der Baureihe 1938 Tube Stock abzulösen. Da sich der Bau der weiteren Bauabschnitte der Jubilee Line immer weiter verzögerten – und letztlich nie in der geplanten Form gebaut wurden – kam es im Mai 1982 zur Bestellung von 15 Zügen des Typs 1983 Tube Stock, da die Züge des 1938 Tube Stock auf der Bakerloo Line zunehmend unzuverlässiger wurden und dringend zu ersetzen waren. Die ersten Wagen des 1983 Tube Stock wurden Ende 1983 geliefert und vom Depot Neasden aus getestet. Der Einsatz im Fahrgastverkehr folgte ab 2. Mai 1984. Da bei Indienststellung der neuen Baureihe die alten Züge der Bakerloo Line bereits durch andere Fahrzeuge, die durch Fahrplankürzungen freigesetzt wurden, ersetzt werden konnte, wurden die frei werdenden Züge des 1972 Mk.II Tube Stock abweichend von den ursprünglichen Plänen zur Northern Line verschoben. Da die Fahrgastzahlen wieder stiegen, fiel im Jahr 1986 die Entscheidung eine zweite Serie von 16½ Zügen zu bestellen. Die Züge der 2. Serie unterschieden sich nur in kleineren Details von den ursprünglichen Zügen und kamen ab dem 27. November 1987 in den Einsatz.
Für die Jubilee Line Extension wurden in den 1990er Jahren dann zusätzliche Fahrzeuge benötigt, ursprüngliche Überlegungen für einen Mischeinsatz von alten und neuen Zügen wurden jedoch schnell verworfen, da man die neue Baureihe an die Züge des 1983 Tube Stock hätte anpassen müssen, da zum Beispiel für die Stationen mit Bahnsteigtüren eine einheitliche Türanordnung für alle Züge nötig war. Ein Umbau der Züge des 1983 Tube Stock wurde ebenfalls nicht umgesetzt, da hierfür die Kosten zu hoch gewesen wären. So kam es zum kompletten Ersatz der Züge durch die neuen Züge des 1996 Tube Stock, welche ab 24. Dezember 1997 auf der Jubilee Line eingesetzt wurden. Der letzte Einsatz des 1983 Tube Stock folgte am 9. Juli 1998. Planungen für einen weiteren Einsatz der Baureihe wurden verworfen, da die Fahrzeuge ungeeignet erschienen, daher wurden die Fahrzeuge abgestellt, obwohl einige der Züge der 2. Serie noch nicht einmal 10 Jahre im Dienst standen.
Viele Wagen wurden in Rotherham verschrottet, andere wurden an verschiedenen Plätzen abgestellt. Ein Wagen wird vom London Transport Museum aufbewahrt, ein paar andere werden außerhalb des Schienennetzes als Studio für Radio Lollipop am Great Ormond Street Hospital oder als Künstler-Studios auf dem nicht mehr genutzten Bond-Street-Viadukt in Shoreditch.

## Zugbildung und Details
Ein Zug der des 1983 Tube Stock besteht aus je 2 Halbzügen mit 3 Wagen, es ergibt sich also ein 6-Wagen-Zug. Ein Wagen bot 48 Sitzplätze. Ein Halbzug bestand dabei aus 2 Motorwagen mit Führerstand (Driving Motor Car) an den Enden und einem unangetriebenen Mittelwagen (Trailer Car). Bei der Entwicklung der Züge wurden viele Details vom D78 Stock übernommen, so sind die Fahrgestelle, Bremsen und der Antrieb ähnlich, auch die einflügeligen Türen wurden vom D78 Stock übernommen. Dieses für Fahrzeuge der Londoner Röhrenlinien einmalige Merkmal, sollte sich auch als größter Nachteil dieser Baureihe herausstellen, da durch die schmaleren Türen die Fahrgastwechsel an den Stationen länger dauerte als bei Fahrzeugen mit zweiflügeligen Türen. Problematisch im Vergleich zum D Stock war vor allem die Ausstattung mit nur drei anstatt vier Türen, was für einen schnellen Fahrgastwechsel hinderlich war.

## Einsatz
Die Züge wurden ausschließlich auf der Jubilee Line von London Underground eingesetzt, wo die Fahrzeuge durch den 1996 Tube Stock ersetzt wurden. Ein angedachter späterer Einsatz auf der Piccadilly Line scheiterte an den Mängeln der Baureihe, welche im Mischeinsatz mit anderen Baureihen besonders problematisch erschienen. Die dazu notwendige Verbreiterung der Türen wäre zu kostspielig geworden. Bis zum Sommer 1998 wurden die 1983-Tube-Stock-Züge auf der Jubilee Line eingesetzt, der letzte Fahrgasteinsatz fand am 9. Juli 1998 statt. Die Wagen wurden dann ausgemustert, da sie aufgrund ihrer Bauart mit den schmalen Türen auch auf anderen Linien nicht eingesetzt werden konnten.